# Alice Osemanová
Alice May Osemanová (* 16. října 1994) je britská autorka, která se zaměřuje na žánr Young Adult (YA) a tematiku LGBTQ+. Její první román, který vyšel v roce 2014, byl Solitaire. Tuto knihu napsala, když jí bylo 18 let. Alice je také autorkou komiksové série Srdcerváči. Tato série se později stala předlohou pro TV seriál Srdcerváči zpracovaný platformou Netflix.

## Život a vzdělání
Alice Osemanová se narodila a vyrůstala v Kentu ve Velké Británii. V roce 2016 získala bakalářský titul v oboru anglická literatura na Durhamské univerzitě.

### Romány
- Solitaire (2014)  – česky vyšlo jako Solitaire
- Radio Silence (2016)
- I Was Born For This (2018)
- Loveless (2020) – česky vyšlo jako Bez lásky (2022)

### Novely
- Nick a Charlie (2015), v originále: Nick and Charlie
- Letos v zimě (2015), v originále: This Winter

### Grafické romány
- Srdcerváči: Díl 1 (2019)
- Srdcerváči: Díl 2 (2019)
- Srdcerváči: Díl 3 (2020)
- Srdcerváči: Díl 4 (2021)
- Srdcerváči: Díl 5 (2023)

### Další
- Srdcerváči: Omalovánky (2022)
- Srdcerváči: Ročenka (2022)
- Proud (2019) – příspěvek v antologii